# Maniçoba

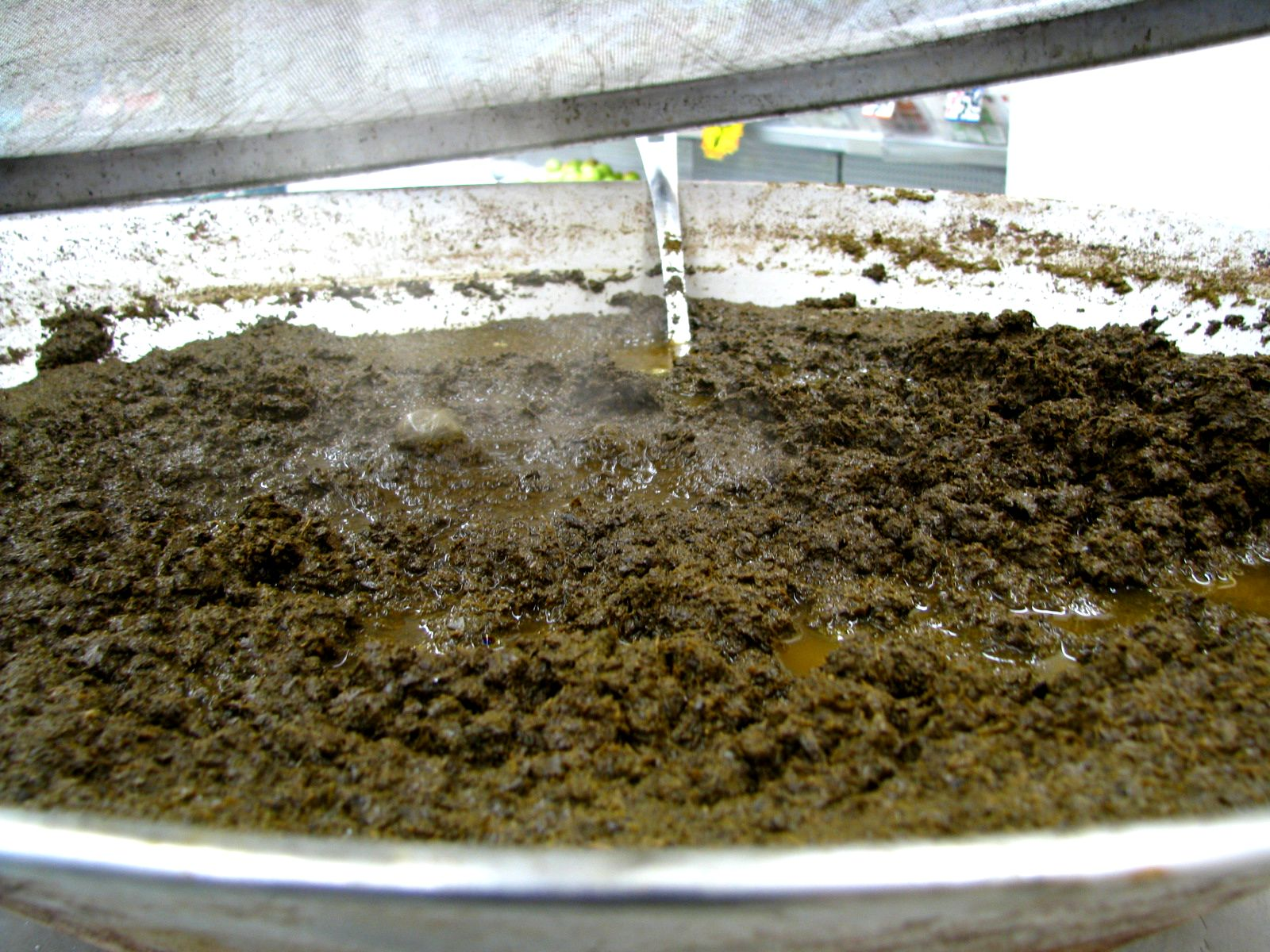
Maniçoba.

El Maniçoba también conocida como feijoada paraense, se trata de un plato tradicional de la cocina brasileña que tiene su origen indígena. Para su preparación se emplea las hojas de la maniva (Manihot utilíssima) molidas y cocidas, durante aproximadamente una semana (para que se retire de la planta el ácido cianhídrico, que es venenoso), y se elabora posteriormente con carne de cerdo, carne de bovina y otros ingredientes ahumados y en salazón.

## Características
La maniçoba se sirve generalmente acompañada de arroz, harina de mandioca y pimienta. Generalmente se empieza a realizar cuatro días antes de servir, debido al cocimiento previo de las hojas de maniva salvaje. Los ingredientes cárnicos del cerdo están en salazón y un  día antes deben de diluirse en agua. La cocción de todos los ingredientes es lenta y puede llegar a durar unas seis horas.

## Costumbres
Tradicionalmente la maniçoba era uno de los platos principales en las fiestas de Círios en el Estado de Pará, como o Círio de Nazaré (Acará, Anajás, Augusto Corrêa, Aurora do Pará, Belém, Bragança, Curralinho, Oeiras do Pará, São Domingos do Capim, Vigía de Nazaré y otros). La maniçoba también constituye un plato típico de Recôncavo baiano, sobre todo de los municipios de Cachoeira, San Felix, Muritiba y Feira de Santana, donde también es servida durante los eventos conmemorativos locales.